# 巴尔福戈纳-德留科夫
巴尔福戈纳-德留科夫（西班牙语）是西班牙加泰罗尼亚塔拉戈纳省的一个市镇。总面积11平方公里，总人口154人（2001年），人口密度14人/平方公里。